# La Unión (Copán)
La Unión – gmina (municipio) w zachodnim Hondurasie, w departamencie Copán. W 2010 roku zamieszkana była przez ok. 15,6 tys. mieszkańców. Siedzibą administracyjną jest miejscowość La Unión.

## Położenie
Gmina położona jest w południowej części departamentu. Graniczy z 9 gminami:
- Cabañas, Santa Rita i San Agustín od północy,
- Cucuyagua i San Pedro de Copán od wschodu,
- Corquín od południa,
- Lucerna, La Encarnación, San Jorge od zachodu.

## Miejscowości
Według Narodowego Instytutu Statystycznego Hondurasu na terenie gminy położone były następujące wsie:
- La Unión
- Azacualpa
- El Corpus
- El Junco
- El Trigo
- La Arena
- Las Minas de San Andrés
- San Miguel
- Santa Cruz

## Demografia
Według danych honduraskiego Narodowego Instytutu Statystycznego na rok 2010 struktura wiekowa i płciowa ludności w gminie przedstawiała się następująco:
| Wiek      | 0–3   | 4–6   | 7–12  | 13–17 | 18–24 | 25–64 | 65+ | razem  |
| La Unión  | 1 931 | 1 515 | 2 713 | 1 905 | 2 085 | 4 895 | 603 | 15 647 |
| Mężczyźni | 1 016 | 830   | 1 425 | 1 002 | 1 167 | 2 602 | 285 | 8 327  |
| Kobiety   | 915   | 685   | 1 288 | 904   | 918   | 2 293 | 317 | 7 320  |